# Майтраяния-упанишада
Майтраяния-упанишад (санскр. मैत्रायणीयउपनिषद्, IAST: maitrāyaṇīya-upaniṣad) или Майтри-упанишад (санскр. मैत्रीउपनिषद्, IAST: maitrī-upaniṣad) — упанишада канона Муктика (#24), входит в состав Майтраяния-шакхи (Майтри-шакхи) Кришна Яджур-веды; по другим данным она принадлежит Сама-веде. Входит в группу Санньяса-упанишад или Саманья-упанишад — в зависимости от соотношения с той или иной ведой. По мнению Рис-Дэвидса, этот текст являет собой самое раннее употребление термина «Самадхи». Считается, что эта упанишада была уже после правления царя Ашоки — в тексте видны явные признаки буддийского влияния.
Дошедший до нас текст состоит семи глав-уроков (IAST: prapāṭhakas), два последних из которых известны как приложения (санскр. खिल, IAST: khila) — как считает Рис-Дэвидс, первоначально текст состоял из первых четырёх глав — три завершающие были добавлены позднее. Текст написан прозой со стихотворными вставками и представляет собою диалог между отрёкшимся от власти и ушедшим в отшельничество раджой Брихадратхой (IAST: bṛhadratha) и риши Шакаяной (IAST: śākāyana), в которой риши обучает раджу философии Брахмана согласно учению риши Майтри.